# Стара Финска
Стара Финска (фин. Vanha Suomi; швед. Gamla Finland) шведски је и фински назив за дио западне Карелије, који је у састав Руске Империје ушао Ништадским миром 1721. године након Великог сјеверног рата и Абоским миром 1743. године након Руско-шведског рата, а 1812. године ова територија је ушла у састав Велике кнежевине Финске.
Према Ништадском миру Шведска је Русији предала већи дио Кексголмског лена, као и дио Виборг-нејслотског лена, који су сједињени у Виборгску покрајину. Абоским миром 1743. устушљене су неке територије на југу Финске, укључујући градове Нејслот, Вилманстанд и Фридриксхамн. У административном смислу те територије су чиниле Виборгску губернију.
Руски император је гарантовао становницима „Старе Финске” одређене привилегије, као што су слобода вјероисповјести и очување шведских закона. Међутим, шведске реформе права на земљу из 1734. године утицале су само на територије које су у састав Русије ушле 1743. године. Тако да су до 1812. године постојала два различита правна оквира.